# Širákov
Širákov é um município da Eslováquia, situado no distrito de Veľký Krtíš, na região de Banská Bystrica. Tem 7,12 km² de área e sua população em 2018 foi estimada em 197 habitantes.

## Demografia
| Ano:        | 1994 | 2004   | 2014    | 2024    |
| ----------- | ---- | ------ | ------- | ------- |
| Broj ljudi: | 256  | 244    | 205     | 181     |
| Razlika:    |      | -4,68% | -15,98% | -11,70% |

| Ano:               | 2023 | 2024   |
| ------------------ | ---- | ------ |
| Número de pessoas: | 184  | 181    |
| Diferença:         |      | -1,63% |